# 1724 au théâtre
| Années du théâtre : 1721 - 1722 - 1723 - 1724 - 1725 - 1726 - 1727    |
| Décennies du théâtre : 1690 - 1700 - 1710 - 1720 - 1730 - 1740 - 1750 |

## Événements
- octobre : l'acteur Armand-François Huguet, dit Armand, est reçu à la Comédie-Française.
- 10 décembre : le graveur anglais William Hogarth publie son estampe satirique A Just View of the British Stage [Une opinion objective sur la scène britannique], s'inscrit dans la critique menée par l'artiste envers le théâtre anglais[1].

## Pièces de théâtre publiées

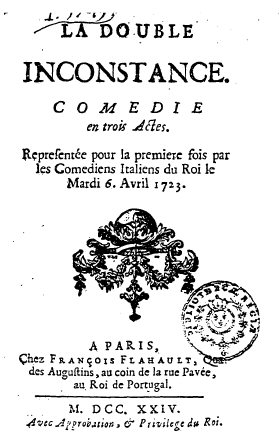
Page de titre de La Double inconstance.

- Marivaux, La Double Inconstance. Comédie en trois actes, Paris, Franc̜ois Flahault, [6]-133-[3] p.

## Pièces de théâtre représentées
- 15 janvier : The Captives, tragédie de John Gay, Théâtre de Drury Lane, Londres[2].
- 25 février : Le Prince travesti, comédie en prose de Marivaux, Théâtre-Italien, Paris.
- 6 mars : Hérode et Mariamne, tragédie de Voltaire, Théâtre-Français, Paris.
- 8 juillet : La Fausse Suivante, comédie de Marivaux, théâtre de l'Hôtel de Bourgogne, Paris.
- 2 décembre : Le Dénouement imprévu, comédie en prose de Marivaux, Théâtre-Français, Paris.

## Naissances
- 15 juillet : Jean-François de Bastide, polygraphe français, auteur de pièces de théâtre, mort le 4 juillet 1798.
- 14 décembre : Marie-Anne Carrelet de Marron, peintre, entrepreneuse et dramaturge française, morte le 15 décembre 1778.
- Date précise inconnue ou non renseignée :
  - Frances Chamberlaine Sheridan, romancière et auteur dramatique anglaise, morte le 26 septembre 1766.
- Vers 1724 :
  - Marie-Jeanne Brillant, actrice française, sociétaire de la Comédie-Française, morte après 1775.

## Décès
- 11 juillet : Delarivier Manley, écrivaine et dramaturge anglaise, née en 1663 ou vers 1670.
- 18 septembre : Prospero Mandosio, écrivain italien, érudit, biographe, compilateur et dramaturge, né le 14 août 1643.
- 6 octobre : Charles Dufresny, dramaturge français, né en 1648.